# Štefan Uher
Štefan Uher (Prievidza, 4 giugno 1930 – Bratislava, 29 marzo 1993) è stato un regista slovacco, uno dei fondatori del movimento della Nová vlna.

## Biografia
Si laureò alla facoltà di cinema e televisione dell'Accademia di Arte delle Muse di Praga nel 1955. Fra i suoi colleghi all'accademia c'erano i futuri registi Martin Hollý e Peter Solan che iniziò a lavorare presso gli studi cinematografici Koliba di Bratislava dopo la laurea.
Uher incominciò dal cortometraggio. Il suo primo lungometraggio fu "Noi della 9A" (My z deviatej A, 1962) sulla vita di un gruppo di studenti quindicenni e sulla loro scuola. "Il sole nella rete" (Slnko v sieti) fu il suo secondo lungometraggio.
Uher fece seguire "Il sole nella rete" da altri due film con lo stesso autore-scenografo Alfonz Bednár e con il cineoperatore Stanislav Szomolányi, successivamente professore di cinematografia all'Università dello Spettacolo: "L'organo" (Organ, 1964), e "Le tre figlie" (Tri dcéry, 1967).
La colonna sonora originale de "Il sole nella rete" è di Ilja Zeljenka, un compositore di avanguardia di musica concreta, che aveva collaborato con Uher anche in "Noi della 9A" e che continuò la sua collaborazione per altre sei pellicole.
L'ultimo film di Uher e di Szomolányi, "Allevava cavalli sul cemento" (Pásla kone na betóne, 1982) è rimasta una delle produzioni più popolari del cinema slovacco fino agli anni 2000.
Nel 1989 lo Stato gli conferì il titolo di Artista nazionale.

## Filmografia

### Regista
- Ucitelka (1955)
- Stredoeurópský pohár (1955)
- Cesta nad oblaky (1955)
- Ludia pod Vihorlatom (1956)
- Tú krácajú tragédie (1957)
- Niekedy v novembri (1958)
- Lodníci bez mora (1958)
- Bolo raz priatelstvo (1958)
- Poznacení tmou (1959)
- Ocami kamery (1959)
- My z 9.A (1961)
- Slnko v sieti (1962) ("Il sole nella rete")
- Varhany (1964)
- Organ (1965)
- Panna zázracnica (1966) ("Vergine miracolosa")
- Tri dcéry (1967) (Le tre figlie)
- Génius (1970)
- Keby som mal pusku (1971) ("Se avessi una pistola")
- Dolina (1973)
- Javor a Juliana (1973)
- Veľká noc a veľky den (1974)
- Studené podnebie (1974, TV)
- Keby som mal dievca (1976) ("Se avessi una ragazza")
- Zlaté casy (1978) ("Tempi d'oro")
- Penelopa (1978)
- Kamarátky (1979)
- "Moje kone vrané" (1980, TV mini-series)
- Kosenie jastrabej luky (1981)
- Pásla kone na betóne (1982) ("Allevava cavalli sul cemento")
- Siesta veta (1986)
- Správca skanzenu (1988)

### Scenografo
- Dolina (1973)
- Pásla kone na betóne (1982) ("Allevava cavalli sul cemento")